# Championnat de France de rink hockey de Nationale 2 2014-2015
Navigation
Nationale 2 2013-2014 Nationale 2 2015-2016
L'édition 2014-2015 du championnat de France de rink hockey de Nationale 2 s'est jouée du 4 octobre 2014 au 2 mai 2015. L'AL Plonéour-Lanvern est le tenant du titre.

## Clubs engagés pour la saison 2014-2015
Le règlement prévoit que les équipes ayant terminé de la troisième place à la huitième place du championnat de Nationale 2 2013-2014, les deux perdants des matchs de barrage et les quatre premières équipes des finales du championnat de France de Nationale 3 participent à la compétition.
Les deux dernières équipes de chaque poule sont reléguées en Nationale 3.
À la suite des finales de Nationale 3 et en raison du refus d'accéder à la Nationale 2 du club champion de France N3, LV La Roche-sur-Yon, et du troisième, US Coutras, et aussi en raison du désistement de l'équipe réserve du RHC Lyon, un tournoi d’accession est organisé. Ce tournoi qui s'est disputé à Villejuif le 28 juin 2014, a vu se qualifier les clubs de Noisy-le-Grand et du Poiré aux dépens de Gleizé,.
| \| Quévert Saint-Omer Tourcoing St-Brieuc Plonéour Villejuif Créhen Fontenay-sous-Bois Noisy-le-Grand Ploufragan \| Localisation des clubs engagés dans la poule Nord du championnat. |
| Quévert Saint-Omer Tourcoing St-Brieuc Plonéour Villejuif Créhen Fontenay-sous-Bois Noisy-le-Grand Ploufragan                                                                         |

| Club                | Classement 2013-2014 | Entraîneur                      | Salle(s)                                               |
| ------------------- | -------------------- | ------------------------------- | ------------------------------------------------------ |
| HC Quévert          | 2e Nord              | Michel Renouvel                 | Salle Omnisports de Dinan, Dinan                       |
| US Villejuif        | 3e Nord              | Pierre Laurent                  | Gymnase Paul Langevin, Villejuif                       |
| SHC Fontenay        | 4e Nord              | Bruno Ternois Jean-Marc Gicquel | Gymnase Léo Lagrange, Fontenay-sous-Bois               |
| HCF Tourcoing       | 5e Nord              | Clément Lepers                  | Complexe Léo Lagrange, Tourcoing                       |
| RAC Saint-Brieuc    | 6e Nord              | Jean-Pierre Rault               | Salle André Pelé, Saint-Brieuc                         |
| SPRS Ploufragan     | 7e Nord              |                                 | Salle Glenan, Ploufragan                               |
| PA Créhen           | 8e Nord              |                                 | Complexe sportif Louis Hamon, Créhen                   |
| CS Noisy-le-Grand   | 9e Nord              |                                 | Gymnase des Yvris, Noisy-le-Grand                      |
| SCRA Saint-Omer     | 2e de Nationale 3    |                                 | Salle du Brockus, Saint-Omer                           |
| AL Plonéour-Lanvern | 5e de Nationale 3    |                                 | Salle Omnisports de Plonéour-Lanvern, Plonéour-Lanvern |

| \| Saint-Sébastien Bouguenais Nantes ARH Aix-les-Bains Poiré-sur-Vie Seynod Gazinet-Cestas Vaulx-en-Velin ASTA Nantes Pacé \| Localisation des clubs engagés dans la poule Sud du championnat. |
| Saint-Sébastien Bouguenais Nantes ARH Aix-les-Bains Poiré-sur-Vie Seynod Gazinet-Cestas Vaulx-en-Velin ASTA Nantes Pacé                                                                        |

| Club               | Classement 2013-2014              | Entraîneur       | Salle(s)                                             |
| ------------------ | --------------------------------- | ---------------- | ---------------------------------------------------- |
| SA Gazinet-Cestas  | 11e Nationale 1                   | Thierry Cadet    | Salle du Bouzet, Cestas                              |
| ALC Bouguenais     | 12e Nationale 1                   | Xavier Guillaume | Salle des Bélians, Bouguenais                        |
| Nantes ARH         | 2e Sud                            | Cédrik Cayol     | Salle du Croissant, Nantes                           |
| CO Pacé            | 3e Sud                            | Vincent Couvé    | Salle Louison Bobet, Pacé Salle Émeraude, Pacé       |
| HR Aix-les-Bains   | 4e Sud                            | Bruno Fananas    | Gymnase Marlioz, Aix-les-Bains                       |
| AL Saint-Sébastien | 5e Sud                            | Rodolfo Mouro    | Gymnase de l'Ouche Quinet, Saint-Sébastien-sur-Loire |
| ROC Vaulx-en-Velin | 6e Sud                            |                  | Gymnase Ambroise Croizat, Vaulx-en-Velin             |
| ASTA Nantes        | 8e Sud                            | Jérôme Moriceau  | Salle du Croissant, Nantes                           |
| RCK Seynod         | 4e Nationale 3                    |                  | Gymnase Max Décarre, Seynod                          |
| PR Poiré-sur-Vie   | 2e Nationale 3 - Pays de la Loire |                  | Salle de la Montparière, Poiré-sur-Vie               |

À la suite d'une modification du règlement en 2013, les matchs de barrages devant déterminer la dernière place attribuée pour participer au championnat de France de N1, sont supprimés. Cela a eu pour conséquence qu'à l'issue de la saison 2014-2015, les équipes ayant terminé à la seconde place de chacune des poules du championnat de France de N2 n'ont plus la possibilité de se qualifier pour le championnat de Nationale 1 de la saison suivante.

## Transferts
La période règlementaire des transferts en France, s’est étendue du 7 juin 2014 au 30 juin 2014.
Le club de Nantes ARH, après deux défaites consécutives en match de barrage, vise la montée en Nationale 1 avec l'aide de deux nouvelles recrues: Thomas Bouchet qui a préféré joué avec le NARH au lieu de Biarritz promu en Nationale 1 et Marc Baldris qui portait la saison passée le maillot de Bouguenais en Nationale 1. Bouguenais perd également d'autres joueurs. En effet, André Ramos a préféré rejoindre une équipe évoluant en N1, tandis que Roger Herro Guardiola et Oriol Mata ont tous les deux renforcé l'équipe de l'ASTA Nantes sauvé de peu de la relégation en Nationale 3. Les transferts ne se limitent pas à ces deux joueurs pour l'ASTA Nantes, puisque le club parvient aussi à recruter l'ex-international Jérôme Moriceau de Saint-Sébastien, ainsi que Lucas Auger de Mont-Saint-Aignan. Pour faire face aux départs de certains joueurs de Bouguenais, Axel Gérard et Sylvain Bruneau reviennent au sein de leur club, accompagnés par les gardiens Jonathan Gilles et Théo Marquer.
Plusieurs joueurs ont succombé à l'appel d'équipe de Nationale 1 leur demandant de rejoindre leurs effectifs. Fontenay perd son gardien Blaise Zervelis au profit du voisin de Noisy-le-Grand. Antoine Le Berre qui évoluait dans la réserve de Saint-Omer, est parti chez les bretons de Saint-Brieuc. Lors de sa relégation Cestas a laissé deux joueurs, Marc Armero et Fabien Broustaut qui ont préféré continuer l'aventure en Nationale 1 au sein d'autres clubs aquitains, respectivement Coutras et Mérignac.
Le recrutement à l'étranger n'est pas l'apanage des clubs de l'Élite, puisque le club de Saint-Sébastien est désormais entrainé par le Portugais, Rodolfo Mouro.

## Saison régulière

### Tableau synthétique des résultats
| Résultats (dom.\ext.)                                      | PAC | SHC | CSN | ALP | SPRS | HCQ | RAC | SCRA | HCF | USV |
| PA Créhen                                                  |     | -   | -   | -   | -    | -   | -   | -    | -   | -   |
| SHC Fontenay                                               | -   |     | -   | -   | -    | -   | -   | -    | -   | -   |
| CS Noisy-le-Grand                                          | -   | -   |     | -   | -    | -   | -   | -    | -   | -   |
| AL Plonéour-Lanvern                                        | -   | -   | -   |     | -    | -   | -   | -    | -   | -   |
| SPRS Ploufragan                                            | -   | -   | -   | -   |      | -   | -   | -    | -   | -   |
| HC Quévert                                                 | -   | -   | -   | -   | -    |     | -   | -    | -   | -   |
| RAC Saint-Brieuc                                           | -   | -   | -   | -   | -    | -   |     | -    | -   | -   |
| SCRA Saint-Omer                                            | -   | -   | -   | -   | -    | -   | -   |      | -   | -   |
| HCF Tourcoing                                              | -   | -   | -   | -   | -    | -   | -   | -    |     | -   |
| US Villejuif                                               | -   | -   | -   | -   | -    | -   | -   | -    | -   |     |
| - Victoire à domicile - Match nul - Victoire à l'extérieur |     |     |     |     |      |     |     |      |     |     |

| Résultats (dom.\ext.)                                      | HRA | ALC | SAG | ARH | ASTA | COP | PR | ALS | RCK | ROC |
| HR Aix-les-Bains                                           |     | -   | -   | -   | -    | -   | -  | -   | -   | -   |
| ALC Bouguenais                                             | -   |     | -   | -   | -    | -   | -  | -   | -   | -   |
| SA Gazinet-Cestas                                          | -   | -   |     | -   | -    | -   | -  | -   | -   | -   |
| Nantes ARH                                                 | -   | -   | -   |     | -    | -   | -  | -   | -   | -   |
| ASTA Nantes                                                | -   | -   | -   | -   |      | -   | -  | -   | -   | -   |
| CO Pacé                                                    | -   | -   | -   | -   | -    |     | -  | -   | -   | -   |
| PR Poiré-sur-Vie                                           | -   | -   | -   | -   | -    | -   |    | -   | -   | -   |
| AL Saint-Sébastien                                         | -   | -   | -   | -   | -    | -   | -  |     | -   | -   |
| RCK Seynod                                                 | -   | -   | -   | -   | -    | -   | -  | -   |     | -   |
| ROC Vaulx-en-Velin                                         | -   | -   | -   | -   | -    | -   | -  | -   | -   |     |
| - Victoire à domicile - Match nul - Victoire à l'extérieur |     |     |     |     |      |     |    |     |     |     |

### Classement de la saison régulière
| Rang | Équipe                   | Pts | J  | G  | N | P  | Bp  | Bc  | Diff |
| ---- | ------------------------ | --- | -- | -- | - | -- | --- | --- | ---- |
| 1    | SCRA Saint-OmerR (P)     | 44  | 18 | 14 | 2 | 2  | 123 | 67  | +56  |
| 2    | RAC Saint-BrieucR        | 37  | 18 | 11 | 4 | 3  | 112 | 70  | +42  |
| 3    | US Villejuif             | 34  | 18 | 11 | 1 | 6  | 95  | 75  | +20  |
| 4    | CS Noisy-le-GrandR (P)   | 32  | 18 | 10 | 2 | 6  | 85  | 71  | +14  |
| 5    | SPRS PloufraganR         | 26  | 18 | 7  | 5 | 6  | 65  | 65  | 0    |
| 6    | HCF Tourcoing            | 25  | 18 | 8  | 1 | 9  | 81  | 77  | +4   |
| 7    | HC QuévertR              | 21  | 18 | 5  | 6 | 7  | 90  | 88  | +2   |
| 8    | AL Plonéour-LanvernR (P) | 18  | 18 | 5  | 3 | 10 | 82  | 96  | -14  |
| 9    | PA Créhen                | 14  | 18 | 3  | 5 | 10 | 72  | 94  | -22  |
| 10   | SHC Fontenay             | 3   | 18 | 0  | 3 | 15 | 40  | 142 | -102 |

|     | Leader des poules de Nationale 2 |
|     | Qualification en Nationale 1     |
|     | Relégation en Nationale 3        |
| (T) | Tenant du titre                  |
| (P) | Promu ou repéché                 |
| (R) | Relégué de Nationale 1           |

| Rang | Équipe                | Pts | J  | G  | N | P  | Bp  | Bc  | Diff |
| ---- | --------------------- | --- | -- | -- | - | -- | --- | --- | ---- |
| 1    | Nantes ARH            | 43  | 18 | 14 | 1 | 3  | 146 | 69  | +77  |
| 2    | HR Aix-les-Bains      | 41  | 18 | 13 | 2 | 3  | 122 | 68  | +54  |
| 3    | SA Gazinet-Cestas (R) | 40  | 18 | 12 | 4 | 2  | 113 | 65  | +48  |
| 4    | ROC Vaulx-en-Velin    | 35  | 18 | 11 | 2 | 5  | 103 | 81  | +22  |
| 5    | CO Pacé               | 33  | 18 | 10 | 3 | 5  | 76  | 63  | +13  |
| 6    | ASTA Nantes           | 18  | 18 | 5  | 3 | 10 | 69  | 85  | -16  |
| 7    | PR Poiré-sur-Vie (P)  | 16  | 18 | 4  | 4 | 10 | 78  | 108 | -30  |
| 8    | ALC Bouguenais (R)    | 15  | 18 | 5  | 0 | 13 | 64  | 117 | -53  |
| 9    | AL Saint-Sébastien    | 11  | 18 | 3  | 2 | 13 | 65  | 103 | -38  |
| 10   | RCK Seynod (P)        | 7   | 18 | 2  | 1 | 15 | 70  | 147 | -77  |